# Schijnhaantjes
De schijnhaantjes (Orsodacnidae) zijn een familie van kevers (Coleoptera) in de onderorde van de Polyphaga.